# Johann Goldfuß
Johann Goldfuß (n. 11 decembrie, 1908 Wildstein Austro-Ungaria  (azi Skalná, Republica Cehă,  3 iulie, 1970 Schwandorf, Bavaria, Germania) a fost un lutier german.
Născut în Boemia, el a învățat meseria de la Mathias Heinicke, care era unul din principalii reprezentanți ai școlii de lutieri din Saxonia - Boemia. Johann Goldfuß a lucrat cu Heinicke timp de 17 ani, înainte de a a obține brevetul de meșter lutier. Și-a întrerupt activitatea, fiind concentrat în timpul celui de al Doilea Război Mondial și apoi fiind luat prizonier de război.
După ce a fost eliberat din prizonierat, în 1949, a aflat că familia sa fusese expulzată din Cehoslovacia și se mutase la Schwandorf, în Bavaria. Johann Goldfuß și-a reluat meseria de lutier întâi reparând viori, iar apoi deschizându-și un nou atelier. Soția sa, Katharina, a reușit să se întoarcă în Cehoslovacia și să-i aducă prin contrabandă uneltele care fuseseră abandonate în momentul expulzării. În timpul vieții a construit peste 300 de viori, viole and violoncele care au devenit cunoscute din cauza uniformității excepționale a sunetelor lor. Preocupat de îmbunătățirea continuă a acusticii instrumentelor pe care le producea, Johann Goldfuß a utilizat pentru prima oară în 1969 raportul de aur în proiectarea viorilor.
.

Vioara executată de Johann Goldfuß în concordanţă cu secţiunea de aur

A fondat compania "Geigenbau Goldfuss" care se este specializată în producția de viori și instrumente cu coarde care, având în vedere calitatea lor deosebită, au fost utilizate de violoniști în concerte în diferite țări de pe glob. Pe lângă construcția de viori, Johann Goldfuß este cunoscut și pentru restaurările diferitelor viori clasice pe care le-a făcut. A murit din cauza unui atac de cord la 3 iulie 1970.
Compania înființată de Johann Goldfuß a fost preluată de fiul său, Horst Goldfuß, și s-a mutat ulterior la Regensburg.